# رويال هارود فروست
رويال هارود فروست (بالإنجليزية: Royal Harwood Frost)‏ هو عالم فلك أمريكي، ولد في 25 فبراير 1879 في سالم في الولايات المتحدة، وتوفي في 11 مايو 1950 في شريفبورت في الولايات المتحدة.